# Andrea Del Boca
Andrea del Boca Castro (Buenos Aires, 18 de outubro de 1965) é uma atriz, apresentadora de televisão e cantora argentina.

## Biografia
Aos oito meses de idade, apareceu pela primeira vez (como um menino, sua mãe levou os brincos para agir) em uma telenovela Milagros de la Vega. Com pouco menos de quatro anos, fez sua primeira aparição na série televisiva Nossa Galleguita onde fez o papel de uma criança surda. Seu padrinho artístico, Alejandro Doria, diretor sênior, foi o único que queria Andrea para esse papel. Na primeira, o produtor, diretor e pai de Andrea, Nicholas Boca não queria que sua filha de agir, mas ela era a mãe de Andrea, que o convenceu.
Em 1972 ele fez seu primeiro filme "Era uma vez um circo", com palhaços popular na época Gaby, flácido Miliki.
Em 1973 ele alcançou a popularidade com o papai do coração, onde, com Laura Suarez Bove e Norberto Pinin retratou uma menina órfã. Para este trabalho ele recebeu o Martín Fierro como revelação e também a primeira imprensa estilingues e associações de psicólogos: explorados por seus pais, não vivendo de acordo com sua idade, as crianças fazem chorar.
Entrou no cinema com a idade de nove anos com o filme quer se casar com o pai do Coração (1974), seguido por um mundo de amor, mamãe sempre e Days of Illusion (1980).
Como um adolescente, sua primeira telenovela foi Andrea Celeste (1979), com Alberto Argibay, Ana Maria Picchio e Taibo Raul. Ele interpreta uma órfã de mãe. E foi um sucesso média de 20 pontos de rating, com picos que tocou 40.
Em 1980 o tema também mudou novela, estrelando o escritor Andrea Miss Alma Bressan no canal ATC, junto com Raúl Taibo, considerado o protagonista na televisão.
Na década de oitenta Del Boca era conhecido por seus relacionamentos românticos, bem como para sua carreira. Estrelas de histórias de amor dentro e fora do conjunto dos cem dias de Anne, o ator e cantor com a Wild. Outra foi com Raul de la Torre, conhecido diretor argentino. Enquanto isso, seu papel como "rainha das novelas" tornou-se notável no gênero, com os papéis na minha Estrellita (1987), Celeste (1991) e Antonella (1993), juntamente com Gustavo Rosario Bermudez.
Del Boca família era caracterizada por trabalho em equipa, em torno da figura de Andrea, realizando assim um trabalho conjunto em muitas das suas produções, onde seu pai era o diretor Nicholas, sua irmã traje Anabella, seu irmão Enrique Torres o autor e sua mãe, Anna Maria seu assistente pessoal. Também um irmão chamado Adrian, que é médico e vive em Miami.
Embora no início foi uma criança prodígio, e compararam com a American cedo atrizes Brooke Shields e Shirley Temple foram as novelas que fez Andrea tão famosa em todo o mundo alcançar o sucesso igual ao da Argentina em países como Israel, Itália, E.U.A., Romênia e muitos outros.
Em 1998 ele se mudou para New York para discutir a "Governação e produção cinematográfica e televisiva", no Instituto Ann Strasberg (mulher de Lee, criador do Actor's Studio).
Além de ser uma atriz, Andrea também desenvolveu uma carreira como cantora. Como um homem jovem e já lançou várias maior single lançado três álbuns.
Ela também fez as músicas da maioria das suas telenovelas, destacando Strange Love, mudo, coitado e meu, só meu, e outros.
Talvez seu melhor trabalho depois que um adolescente foi Black Pearl (1995), trabalhando com o símbolo sexual Gabriel Corrado. Após esse sucesso, por telefone, também estrelado por Andrea Corrado, Zingara, uma história que continham personagens de novelas, acima do qual era um jovem que finge ser cigano perdeu sua memória após um acidente. Esta ea próxima telenovela de Minas, só minha, interpretada por Del Boca, Juan Pablo Echarri Leyrado e já não representava um grande sucesso na carreira do jovem ex-criança prodígio. Acredita-se que sua imagem seja enfraquecida para a sucessão de telenovelas muitos. Por essa razão, a atriz longe da televisão há algum tempo.
Juntamente com Adrián Suar voltou para papéis em filmes como o filme, dirigido por Alberto Lecchi em 2000. Aqui soube brilhar como no passado, tais como: raça e comediante de trabalho, assim, no Sodere da minha vida, uma comédia na qual ele e seu parceiro de profissão "foi nada menos do que Dady Brieva, uma Sodere mulherengo. Em 2005 veio para a tela do Canal 9 para jogar ao lado do ator de telenovela Juan Palomino me salvar Maria, gravado inteiramente na província de San Luis.
Talvez uma das falhas mais notáveis de sua carreira foi o "Gladiators em Pompéia", que estrelou em 2006, com Gabriel Goity. (Tenha em mente que o Canal 9 é o quarto canal de Buenos Aires em audiências).
Del Boca, em 2007, tornou-se um dos papéis mais jogado em sua carreira, no premiado Killer Mulheres Unidade emitidos pelo Canal 13. Ele jogou uma mulher perturbada que acaba cometendo um crime.
Durante 2007, ele participou como jurado na versão argentina do High School Music: a seleção.
Devido à falta de orçamento tem negligenciado a possibilidade de realizar a segunda parte da novela Pérola Negra, que seria estrelado por Del Boca ea vida ator argentino no México, Saul Lisazo.
Em janeiro de 2008 ele retornou para a mamãe TV líder do ano, um programa de serviços e amenidades dedicado às mães, que foi ao ar no Canal 13. Em outubro do mesmo ano Andrea del Boca novamente apresentar um programa na mesma tela. Hoje pode ser chamado de um ciclo de surpreender as pessoas.
Em fevereiro de 2010, Andrea voltou para protagonizar uma novela no horário nobre Canal 13, junto com Osvaldo Laport no Alguém que me ama, onde também divide o palco com Susu Pecoraro, Miguel Angel Rodriguez, Leal Maria, Lopilato Luisana e Saccone Viviana entre os outros. Por não ter o rating esperado tirando o romance é o horário de 19, onde tem alguns jogadores, dando mais destaque aos problemas sociais, tais como: drogas, crime e tráfico de drogas. Não deixando de fora a história de amor entre Dew e Osvaldo. Com essa mudança, o romance floresceu em seu novo calendário e estabeleceu-se como um sucesso no seu slot, batendo várias vezes, em concorrência directa.

## Vida Pessoal
É a terceira filha do diretor Nicholas e Ana Maria Castro Boca após doutor Adrian baseado hoje nos Estados Unidos, e Anabella, figurinista e mulher do escritor Henry Torres.
Seu primeiro amor foi o cantor e ator, conhecido como José Luis Rodríguez Silvestre, que em 1983 atuou na novela A Ana cem dias não foi uma simples relação. Silvestre, 29 anos, foi casado com a modelo Maria Antonia Díaz (conhecida como Deborah no mundo da modelagem), 41 anos, então grávida de seu terceiro filho. A paixão durou até 1987, quando o cantor divulgou uma carta: "Após quatro anos de um casal com Andrea del Boca, o relacionamento com ela acabou." Os anos com Silvestre gerada revoluções que trouxeram um novo olhar para a jovem atriz que já mostrou seus cachos.
Algum tempo depois, sabemos que o romance que teve com Andrea produtor de cinema e diretor Raúl de la Torre, um homem 28 anos mais velho que ela, marido e ex-atriz Graciela Borges, que durou seis anos.
Após a ruptura com o De la Torre, aparece na vida de Andrea financista Jeffrey Sachs, filho do fundador da Dunkin Donuts pub e 12 anos mais velho que ela. Parecia que o casal, Andrea e dividido entre Nova York e Buenos Aires. Juntos, eles apresentaram ao presidente Carlos Menem, um filme de Evita, uma alternativa para dirigido por Alan Parker (e estrelado por Madonna), cujo diretor seria escalada para estrelar Robert Redford e Del Boca. Isso mais uma vez quis entrar na pele de uma forte heroína, neste caso, Evita Perón, mais reconhecíveis de todos, mas não conseguiu. Nenhuma relação com Sachs prosperou além dos três anos de namoro.
Em 2000 ela conheceu Ricardo Biasotti, um empresário argentino. A este respeito, Andrea del Boca ficou grávida e embora separadas, decidiu continuar sozinho com a gravidez. Em 15 de novembro de 2000 Anna nasceu.

## Telenovelas
- 1969 - Nuestra galleguita
- 1973 - Papá corazón .... Angélica de María (Pinina)
- 1980 - Andrea Celeste .... Andrea Celeste Gonzalo
- 1981 - Señorita Andrea .... Andrea Soledad
- 1983 - Los cien días de Ana .... Ana
- 1987 - Estrellita mía .... Estrellita
- 1991 - Celeste .... Celeste Verardi
- 1992 - Antonella .... Antonella
- 1993 - Celeste siempre Celeste .... Celeste Verardi de Ferrero
- 1994 - Perla Negra .... Perla Márquez Montifiori Wanstein de Álvarez
- 1996 - Zíngara .... Paloma Pérez-Campana de Argüello aliás Civinka Stevanovich
- 1997 - Mía, sólo mía .... Mía Paula Benavides Contreras
- 2001 - El sodero de mi vida .... Sofía Campos
- 2005 - Sálvame María .... Maria
- 2006 - Gladiadores de Pompeya ....
- 2008 - Por amor a vos ....
- 2010 - Alguien que me quiera...
- 2011 - Tiempo de pensar
- 2013-2014 - Esa mujer
- 2021 - Perla Negra 2.0 .... Rosália

## Filmes
- El virgo de Visanteta
- Papa corazón se quiere casar
- Andrea
- Había una vez un circo
- Un mundo de amor
- Por siempre mamá
- Días de ilusión
- Cien veces no debo
- Funes, un gran amor
- Peperina
- Apariencias
- High School Musical: El Desafío
- Mercedes (short film)
- Un buen día
- Haciendo sueños (documentary)

## Discografia
- Con amor (1987)

1. Vacía contigo, vacía sin ti
2. Cuantas veces he pensado en ti
3. Hoy vamos a vivir un sueño
4. Extraño
5. Necesito creer otra vez
6. Ya falta poco tiempo
7. Tonto, no te pedí el universo
8. América
9. Te recuerdo
10. Yo te quiero, nos queremos
- Te amo (1989)

1. Después de la señal
2. Fantasma
3. (Canción para gritar) Te amo
4. No vuelvas (yo te quiero)
5. Más que sola
6. Un cero en amor
7. Haré de cuenta
8. (Que la noche comience) Bailaré bailarás
9. Lo que las mujeres no decimos
10. Para este amor
- El amor (1994)

1. El amor
2. Burbujas
3. Ganas de ti
4. Que será de mí
5. No me importa nada
6. Tonta, pobre tonta
7. Siempre libre
8. Y ahora qué
9. Lluvia de amor
10. Dame un besito